# Eleria-Trilogie
Die Eleria-Trilogie ist eine Thriller-Romanreihe von Ursula Poznanski, die in einer dystopischen Welt spielt. Der erste Band Die Verratenen erschien 2012. In den Jahren 2013 und 2014 erschienenen der zweite Band Die Verschworenen und der abschließende Band Die Vernichteten.

## Handlung

### Band 1: Die Verratenen
Die Geschichte spielt in einer Zukunft, in der große Teile der Erde durch einen riesigen Vulkanausbruch unwirtlich geworden sind. Dadurch ist die Welt von den Folgen in eine „Lange Nacht“ getaucht. Außerdem sind die Temperaturen dramatisch gefallen. Einige Menschen konnten sich in sogenannte Sphären retten, in denen ein relativ normales Leben möglich ist. Die Sphärenbewohner entwickelten sich dadurch zu einer elitären Oberschicht, welche Kontakt zu den außerhalb der Sphären lebenden Menschen (von den Sphärenbewohnern auch abwertend „Prims“ genannt), die unter schweren Bedingungen zu Leben haben, meiden. Die Außenbewohner leben in Clans, die sich gegenseitig bekämpfen. Auch werden ihnen oft die Kleinkinder von Sentinels, den Soldaten der Sphärenbewohner, geraubt und in der Sphäre aufgezogen. Hiervon wissen nur Eingeweihte. Die Mehrheit der Sphärenbewohner glaubt, die Kinder seien ausgesetzt worden.
Die Geschichte wird von der Figur Eleria (Kurzform Ria) erzählt, die in einer der Sphären studiert. Durch einen Zufall erfährt sie, dass sie mit fünf anderen erfolgreichen Studenten getötet werden soll, da ihr und den anderen Studenten vorgeworfen wird, an einer Verschwörung beteiligt zu sein. Einen Grund für diesen Vorwurf erfährt sie nicht. Eine Schlüsselrolle soll hierbei Jordans Chronik spielen. Während einer Zugfahrt, an der genau diese sechs Studenten teilnehmen, steigen einige Sentinel ein. Bei diesen speziellen Sentinels handelt es sich um eine Elitegruppe namens Exekutoren, die den Auftrag haben, die Studenten zu töten. Durch Elerias schnelles Eingreifen – sie zieht an einem Griff durch den die Nottüren geöffnet werden – können die Sechs entkommen. Keiner von ihnen weiß, an welcher Verschwörung sie beteiligt sein sollen.
In der zugeschneiten Außenwelt werden sie von Clanmitgliedern der Schwarzdornen gefunden. Diese wollen die Studenten zunächst töten, doch Ria kann ihren Anführer davon überzeugen, sie am Leben zu lassen. Sie werden in die Siedlung der Schwarzdornen gebracht und müssen dort bei der Arbeit helfen. Dazu gehört die Jagd, das Durchsuchen von Ruinen, die seit der Langen Nacht unbewohnt sind, das Freilegen von Boden um zu säen und das Nähen von Kleidungsstücken aus Lumpen und Tierfellen. Von den Einwohnern werden sie herabwertend „Lieblinge“ genannt. (Bezogen auf die Rede des Sphärengründers Melchart, der die Sphärenbewohner als „Lieblinge des Schicksals“ bezeichnet.) Zur Steigerung des gegenseitigen Vertrauens trägt auch nicht bei, dass weiterhin Sentinels nach den Studenten suchen. Um die Situation noch zuzuspitzen, erhält Ria auf ihrem elektronischen Armband eine Nachricht, dass sich unter den sechs Vertriebenen ein Verräter befinde. Sie beginnt, die Clanmitglieder und Quirin, den „Bewahrer“ des Clans, nach Jordans Chronik zu befragen, erhält aber keine Antwort.
Bei der täglichen Jagd wird Eleria von vier Sentinel angegriffen und fast erwürgt. Dies verhindert nur Sandor, ein Clanmitglied und gleichzeitig Than der Schwarzdornen. Durch den Angriff kann sie für einige Zeit nicht mehr sprechen, was ihr zu schaffen macht, da ihr Hauptfach in der Akademie Überzeugung war. Ein weiterer Student, Tycho, wird von einer Kugel in der Schulter getroffen und überlebt schwer verwundet. Fleming, der Medizinstudent, will aus dem Raum, in dem die Sechs untergebracht sind, Medizin holen und wird dabei erstochen. Auf seinem Armband findet Ria einen Gesprächsablauf, aus dem hervorgeht, dass Fleming der Verräter war, aber auch, dass er seinem Auftraggeber nach einer Weile den Gehorsam verweigert und zum Beispiel so tut, als wisse er nicht, bei welchem Clan sie sind.
Nach der Feuerbestattung von Fleming werden die fünf Übriggebliebenen in die „Stadt unter der Stadt“ gebracht. Hierbei handelt es sich um ein Geheimversteck der Schwarzdornen. Offenbar war es vor der Langen Nacht eine große Metropole. Jetzt werden die U-Bahn-Schächte und alten Römertunnel als Versteck genutzt.

### Band 2: Die Verschworenen
Die verbliebenen fünf Flüchtlinge verbringen ihre Tage in der Unterwelt der Ruinen von Wien. Eleria sortiert in einer erhaltenen Bibliothek unbrauchbare Bücher aus und entdeckt dabei Seiten von Jordans Chronik. Jordan war demnach ein aus den Sphären geflohender Wissenschaftler. Mit ihm ist auch ein gewisser Dhalion entkommen.
Ria beobachtet das namensgebende Ritual der Schwarzdornen. Etwa sechsjährige Kinder werden in einem Initiationsritual durch eine Dornenhecke geschickt. Sandor beginnt heimlich um sie zu werben. Er lädt sie zu kurzen Unternehmungen ein, und tatsächlich werden sie ein Paar.
Als Tomma erkrankt, kümmert sich Quirin scheinbar um sie. Dennoch erliegt sie ihrer Krankheit und wird in den Katakomben unter dem Stephansdom beerdigt.
Die Sentinel suchen weiter nach den geflüchteten Studenten. Auf das Clangebiet der Schwarzdornen wagen sie sich jedoch nicht, senden jedoch Mitglieder anderer Clans auf die Suche. Dadurch kommt es zu Konflikten und Kämpfen. In einer dieser Auseinandersetzungen wird der Clanfürst der Schwarzdornen, Vilem, tödlich verletzt. Sein Nachfolger ist Sandor. Als Quirin ihn in die Geheimnisse des Clans einweiht, wendet er sich von Ria ab. Als diese ihn zur Rede stellt, stößt er sie in die Dornenhecke des Initiationsrituals und verletzt sie dabei.
Von Sandor im Stich gelassen schließt sich Eleria Aureljo und Dantorian an, die auf der Suche nach der Wahrheit um ihre Situation in die in der Nähe befindliche Sphäre Vienna 2 eindringen wollen. Tatsächlich gelingt es den drei Studenten, sich unter falscher Identität einzuschmuggeln. Ria beginnt mit einer Arbeit im Küchenbereich und wird etwas später durch einen glücklichen Zufall von der Ärztin Albina als Hilfskraft angefordert.
Als der Schwarzdorn Andris von Exekutoren in die Krankenstation gebracht wird, pflegt Ria ihn. In seinem Zimmer entdeckt sie eine Probe mit der Aufschrift DH/L10/V. Als ihr die Ähnlichkeit dieser Schreibweise mit dem Wort Dhalion auffällt, verknüpft sie ihr bisheriges Wissen mit dieser Information und erkennt eine tödliche Wahrheit. Aus diesem Grund flüchtet sie mit Andris aus der Spähre und kehrt zum Clan der Schwarzdornen zurück. Sie konfrontiert Quirin mit ihrer Vermutung, und er bestätigt ihre Schlussfolgerungen. Quirins Großvater Jordan entwickelte im Auftrag des Sphärenbundes das tödliche Virus Dhalion, um die Bewohner der Außenwelt damit zu töten. Doch er flieht mit seiner Forschungsarbeit und vererbt Quirin sein Wissen. Zwanzig Jahre vor den Geschehnissen beginnt Quirin, neugeborene Kinder der Schwarzdornen mit dem Virus zu infizieren. Jene Kinder, die nicht von den Sentinel entführt werden, heilt er durch das Dornenritual – er bringt an den Dornen das Gegenmittel an. Sandor heilt Ria also bewusst, als er sie in die Dornen stößt. Trotz ihrer Forderung gibt Quirin Ria nicht das heilende Serum, um Aureljo und Dantorian zu behandeln. Er will den Ausbruch der Krankheit und damit den Tod der Sphärenbewohner.

### Band 3: Die Vernichteten
Noch immer verweigert Quirin die Herausgabe des Gegenmittels. Daher immunisiert Ria Tycho durch die Reste des Mittels an den Dornen, wie es zuvor bereits Sandor bei ihr vornahm.
Das Clanmitglied Yann entdeckt Tycho und Ria in ihrem Versteck unter der Stadt und wirft ihnen vor, den seit längerer Zeit verschwundenen Quirin getötet zu haben. Im einberufenen Tribunal des Clans werden die beiden für schuldig befunden. Die Strafe wäre der Tod. Doch da sich Sandor für sie verbürgt, müssen er und die beiden Sphärenmitglieder ohne Ausrüstung und Waffen in die Verbannung. Das ist nahezu gleichbedeutend mit einem Todesurteil. Auch Andris schließt sich ihnen an.
Die vier Gefährten verlassen das Hoheitsgebiet der östlichen Schwarzdornen und schlagen sich durch die Wildnis zum Clan der westlichen Schwarzdornen durch. Dort werden sie aufgenommen, da Quirin erst kurz vorher bei ihnen war, also nicht ermordet sein konnte. Bei diesem Clan hat ein weiterer Flüchtling der Sphären Unterschlupf gefunden, doch er zeigt bereits deutliche Symptome von Dhalion. Mit dem Serum, das der örtliche Bewahrer nur unter viel Widerstand zur Verfügung stellt, können Curvelli und ein bereits infiziertes Clanmitglied gerettet werden.
Ria lernt Maiossa und deren Vater Aramonn kennen. Durch eine Brandwunde entdecken sie ihre Verwandtschaft: Ria ist die Tochter und Schwester der beiden. Sie wurde in ihrem ersten Lebensjahr geraubt. Rias Mutter kam bei diesem Überfall auf die Siedlung ums Leben.
Da sich Aureljo und Dantorian noch immer in Vienna 2 befinden und damit zur tödlichen Gefahr für Zehntausende Menschen sind, macht sich Ria mit weiteren Clanmitgliedern auf den Weg zur Sphäre. Tatsächlich gelingt es ihr, Aureljo zu kontaktieren. Er wurde mittlerweile bei den Sentinel aufgenommen. Doch er verweigert die Immunisierung durch das Serum. Bestärkt wird er in seiner Meinung durch Rias Geständnis, nun mit Sandor liiert zu sein.
Rias früherer Lehrer Grauko beobachtet das Treffen der beiden. Er ermöglicht ihr und ihren Gefährten den Zutritt in eine der Kuppeln der Sphäre, um die Exekutoren belauschen zu können. So gelangen sie an Beweismaterial, das alle zutiefst verstört: Der immer so positiv dargestellte Sphärengründer Melchart hat den Ausbruch des Vulkans verursacht, der zum Tod von Milliarden von Menschen geführt hat. Er wollte damit eine neue Menschheit schaffen. Zu diesem Plan gehört auch, alle außerhalb der Sphären überlebenden Menschen zu töten, sobald die Erde wieder bewohnbar wird. Dieser Zeitpunkt ist gekommen, und die Exekutoren beginnen bereits mit den Angriffsplanungen auf die Clans. Diese Wahrheit ist nur den Exekutoren bekannt. Der Rest der Sphärenbewohner lebt in dem Glauben, einen friedlichen Kontakt mit den Clanmitgliedern anzustreben.
Als Aureljo die Wasservorräte der Sphäre mit seinem Blut verunreinigen will, um das Virus auf die dort lebenden Menschen zu übertragen, versucht ihn Ria davon abzuhalten. Als er seine frühere Freundin mit einer Pistole bedroht, wird er von Maiossa mit einem Pfeil erschossen. Die Exekutoren nutzen den Tod des Sentinel Aureljo, dies als Angriff auf die Sphären zu werten. Mit diesem Vorwand beginnen sie den Angriff auf den Schwarzdornen-Clan live zu übertragen. Auf einer großen Tribüne vor der Spähre werden die Sphärenbewohner darauf vorbereitet. Ria mischt sich ein, um Zeit zu gewinnen, und beginnt ein Streitgespräch mit einem Exekutor. Tatsächlich schafft sie dadurch Tycho den notwendigen Spielraum, die grauenvolle Rede von Melchart auf die Videoleinwand und in alle Sphären zu streamen. Damit sind alle Angriffsplanungen beendet. Ein neues und ungewisses Zeitalter beginnt.

## Wichtige Personen

### Eleria (Ria)
- Ria hat Rang 7 unter den Top Ten im Ranking der Borwin-Akademie der Sphäre Hoffnung. Es ist ihr demnach möglich, einmal eine der Sphärensprecherinnen zu werden.
- Ihre Schwerpunkte liegen in Rhetorik und Fremdsprachen. Außerdem kann sie neben den offenen auch die versteckten Emotionen von den Gesichtern der meisten Menschen ablesen. In Medizin belegte sie ebenfalls einen Kurs und hat darin weitreichende theoretische Kenntnisse.
- Eleria ist 18 Jahre alt, als sie mit ihrem festen Freund Aureljo und vier weiteren Studenten fliehen muss.
- Rias Name ist eine Zusammensetzung aus Eleonore von Aquitanien, die eine der mächtigsten Frauen des Mittelalters war, und Ariadne, der kretischen Königstochter, die die Idee mit dem roten Faden im Labyrinth hatte.
- Eleria hat braune Augen und rotbraune Haare. In dem ersten Band steht, dass sie ein künstlich aus Genen gezeugter Mensch (Vitro) sei. Sie hätte sich, wie alle zukünftigen Kader der Sphäre, bald einem chirurgischen Eingriff unterziehen müssen, wäre nicht die Verschwörung und die darauffolgende Flucht dazwischen gekommen.
- In dem dritten Band findet sie ihren Vater und ihre Schwester in einem Clan, welche sie an einem Brandmal erkennen. Dieses hatte sie sich kurz bevor sie geraubt wurde zugezogen.

### Aureljo
- Aureljo belegt Rang 1 unter den Studenten der Borwin-Akademie der Sphäre Hoffnung, er hat die besten Voraussetzungen, später Präsident des Sphärenbundes zu werden.
- Seine Schwerpunkte liegen auf Rhetorik und Taktik: Aureljo ist aber auch in vielen anderen Bereichen der Studienrichtungen mittelmäßig bis gut.
- Er ist 19 Jahre alt, als er mit Eleria und den anderen verratenen Studenten fliehen muss.
- Sein Name Aureljo leitet sich vom römischen Kaiser Marc Aurel, einem gütigen und friedlichen Regenten ab.
- Aureljo hat dunkelgrüne Augen und goldblonde, glatte Haare. Um seinem Umfeld leicht Vertrauen einflößen zu können, musste er sich einer Gesichtsoperation unterziehen.

### Tomma
- Tomma ist auf Rang 65 der Borwin-Akademie der Sphäre Hoffnung.
- Sie studierte vor ihrer Flucht Biologie, spezialisiert auf Botanik. Außerdem war sie sehr engagiert, was Freiwilligenarbeit betraf.
- Tomma ist 18 Jahre alt, als sie mit Eleria und den anderen Studenten fliehen muss.
- Gute Freundin von Ria, und mit dieser zusammen in der Sphäre Neu-Colonia bei der Ziehmutter Baja aufgewachsen.
- Namensgeber für ihren Namen Tomma ist der Biologe und Botaniker Mutius von Tommasini.
- Sie reagiert oft emotional, ist unberechenbar und zeigt wenig Selbstkontrolle.

### Tycho
- Als Tycho mit Ria, Aureljo, Tomma, Dantorian und Fleming als Verräter abgestempelt vom Sphärenbund fliehen muss, zählt er 15 Jahre.
- Er sieht jünger aus als er ist. Er hat blondes Haar, ist dünn und gelenkig und auf dem Gesicht befinden sich Sommersprossen. Zudem hat er einen ausgeprägten Orientierungssinn und kann sehr schnell denken. Er ist auch sehr flink und lebensfroh.
- Tycho ist, trotz seines jungen Alters, auf Rang 89 der Borwin-Akademie. Auch er studierte vor der Flucht in der Sphäre Hoffnung.
- Tycho ist ein Bastler und auf Technik fokussiert.

### Dantorian
- Er ist in der Reihung der Borwin-Akademie (Sphäre Hoffnung) auf Platz 114.
- Er ist zur Zeit der Flucht ebenfalls 18 Jahre alt.
- Dantorian ist Künstler, spielt 5 Instrumente und kann singen. Außerdem malt er, dichtet und befasst sich mit alten Wörtern.
- Ein Teil seines Namens leitet sich vom italienischen Dichter Dante ab, die Herkunft des zweiten Teils wird nicht erwähnt.

### Fleming
- Fleming ist auf Rang 32 (Borwin-Akademie, Sphäre Hoffnung).
- Er studiert Medizin und wäre dafür vorgesehen gewesen, einmal Leiter der Medcenter (medizinischen Abteilungen) der Sphäre zu werden.
- Bei der Flucht ist Fleming 19 Jahre alt.
- Erwähnenswert ist, dass Fleming von dem Vorhaben der Sphäre wusste, die Studenten zu töten. Er sandte seinen Auftraggebern immer wieder Mitteilungen über ihren Aufenthaltsort. Als ihm Bedenken über die Strafaktion der Sphäre kommen, hilft er den anderen aus der Gruppe.

### Grauko
- Er ist einer der vier angesehensten Mentoren der Sphäre Hoffnung.
- Grauko hat einen grau werdenden dunklen Kinnbart und braune Augen.
- Ria war seine beste Studentin.

### Sandor
- Sandor ist der Than (nachfolgender und stellvertretender Fürst) des Clans der Schwarzdornen östlicher Linie.
- Er ist 19 Jahre alt, hat schwarzes, schulterlanges Haar und dunkle Augen mit goldenen Sprenkeln. Ein besonderes Merkmal ist eine Narbe, die seine Augenbraue und das Auge in zwei Teile teilt. Ansonsten ist sein Gesicht nahezu perfekt, während sein Körper mit Narben, die von der Dornenhecke, durch die alle Clanmitglieder des Stammes der Dornen als Kinder geschickt werden, stammen, bedeckt ist.
- Seine Haut ist dunkler als die der Sphärenbewohner.
- Er zählt zu den wenigen Menschen, die Ria nicht durchschauen kann. Seine Mimik ist sehr sparsam, obwohl er nie Training in Emotionskontrolle erhalten hat.
- Er ist ein sehr guter Bogenschütze und besitzt einen Falken, den er Kelvin genannt hat.

### Vilem
- Vilem ist der Fürst (Herrscher) des Schwarzdornen-Clans östlicher Linie. Sandor ist sein Nachfolger und Stellvertreter.
- Er ist groß und breit gebaut. Vilem hat eine Glatze, nur am Hinterkopf sind lange, braune Haare, er hat einen braunen Bart, der ihm bis zur Brust reicht. Vom linken Ohr fehlt ein Stück.

### Quirin
- Quirin hat bei den Schwarzdornen den Rang des „Bewahrers“ inne.
- Er ist 65 Jahre alt, hat weißes Haar, einen Bart und trägt nur weiße, lange Kleidung mit einem wehenden Umhang.

## Auszeichnungen und Nominierungen
- In der Kollektion Österreichischer Kinder- und Jugendbuchpreis 2013 mit Die Verratenen[1]
- nominiert für den Buchliebling 2013 mit Die Verratenen
- nominiert für die Segeberger Feder 2014 mit Die Verratenen
- In der Kollektion Österreichischer Kinder- und Jugendbuchpreis 2015 mit Die Vernichteten[2]

## Pressestimmen
- „Mit einer stetigen Steigerung der Spannung und immer tieferen Verstrickungen, die den Leser einfach nicht mehr loslassen.“[3]
- „Ein raffinierter Thriller, der nachdenklich stimmt.“[4]